# برانسات
برانسات (به فرانسوی: Bransat) یک کمون در فرانسه است که در آلیه واقع شده‌است. برانسات ۱۵٫۵۲ کیلومتر مربع مساحت دارد ۳۴۰ متر بالاتر از سطح دریا واقع شده‌است.